# گروسبوتن
گروسبوتن (به آلمانی: Großbothen) یک منطقهٔ مسکونی در آلمان است که در گریما واقع شده‌است. گروسبوتن ۳٬۴۵۳ نفر جمعیت دارد.